# Högskären
Högskären är skär i Åland (Finland). I Högskären ingår Yttre Högskär, Mellan-Högskär och Inre Högskär. De ligger i Skärgårdshavet och i kommunen Kumlinge i landskapet Åland, i den sydvästra delen av landet. Öarna ligger omkring 46 kilometer öster om Mariehamn och omkring 230 kilometer väster om Helsingfors.